# Addis Merkato
L'Addis Merkato (in amarico: አዲስ መርካቶ, letteralmente Nuovo Mercato), comunemente chiamato solo Merkato (መርካቶ) è il nome di un grande mercato all'aperto nel quartiere di Addis Ketema ad Addis Abeba, capitale dell'Etiopia.
Il Merkato è il più grande mercato all'aperto in Africa, impiegando 13.000 persone con 7.100 attività imprenditoriali. La merce in vendita in particolare sono i prodotti agricoli coltivati localmente, in particolare il caffè.
L'Addis Merkato ha oltre 150 negozi e quattro centri commerciali con 75 negozi. 
Punti di riferimento importanti vicino al Merkato sono la Moschea Al-Anwar e la Cattedrale della Santissima Trinità.